# Watara Supervision

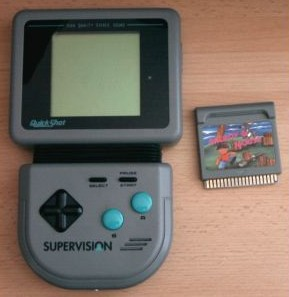
Een Watara Supervision met verstelbaar scherm

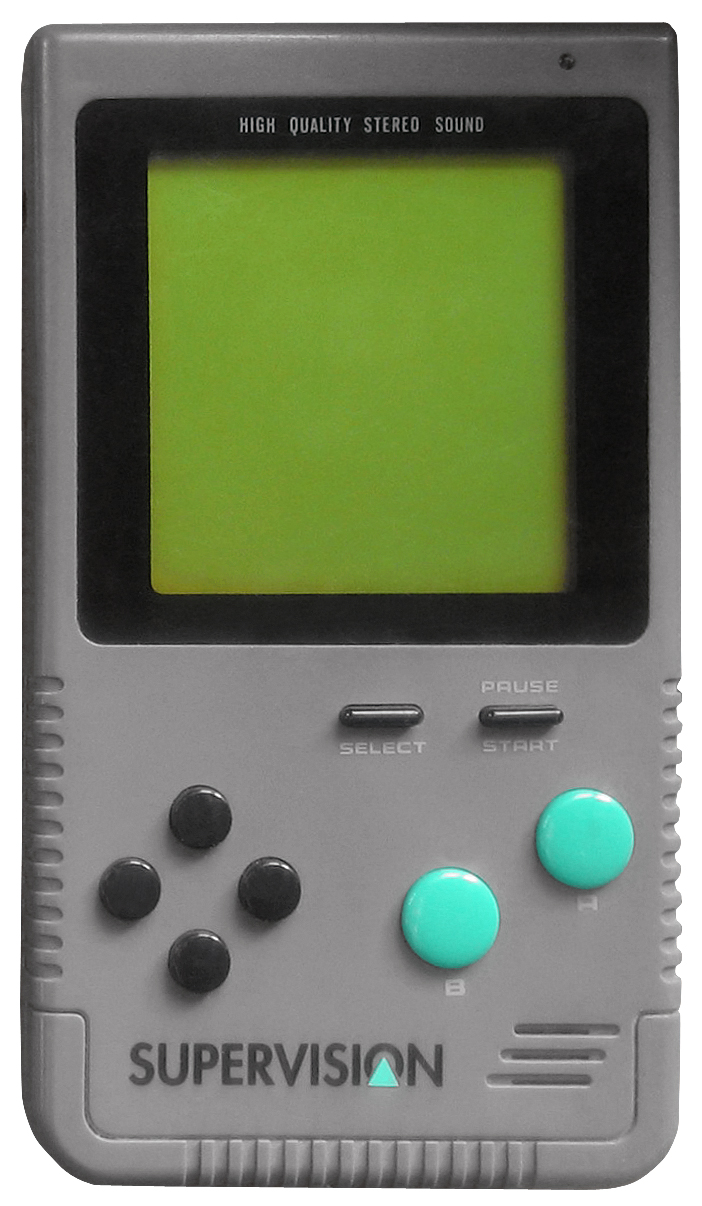
Watara Supervision variant met vast scherm

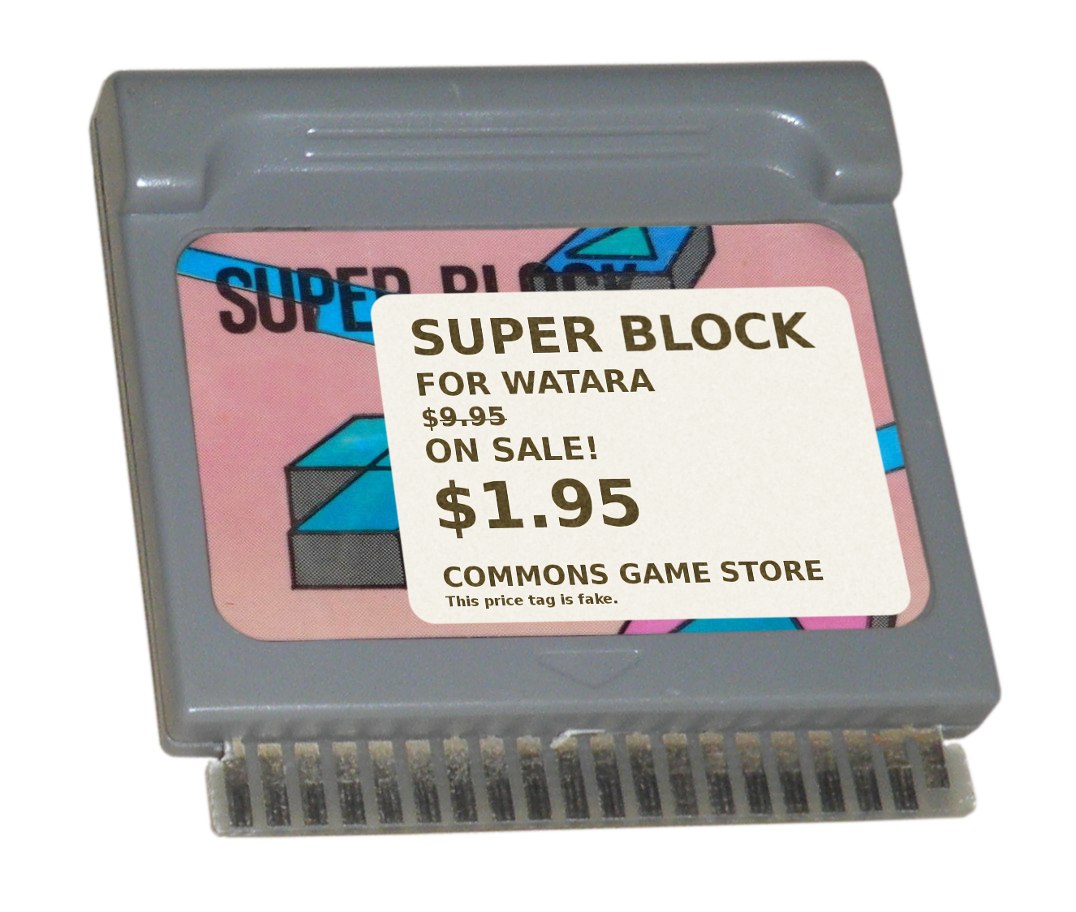
Supervision cartridge

De Watara Supervision was een monochroom handzame spelcomputer die in 1992 als prijsvechter werd geïntroduceerd en moest concurreren met de Nintendo Game Boy. Bij aanschaf werd het spel Crystball meegeleverd.
De spelcomputer had een licht groter scherm en grotere bedieningsknoppen en de spellen waren aanzienlijk goedkoper dan de spellen voor de Game Boy. De spellen waren echter niet van uitmuntende kwaliteit waardoor de computer niet bijster goed verkocht.
Het originele ontwerp voor de spelcomputer veranderde significant door meerdere uiterlijke aanpassingen. De laatste Supervisions werden in 1996 verkocht. De Supervision werd wereldwijd op de markt gebracht door verschillende bedrijven onder verschillende namen als: Supervision Quickshot en Hartung SV-100.

## Specificaties
- Processor:
  - 8 bit-Western Design Center 65C02-processor met een kloksnelheid van 4 MHz
- Scherm:
  - afmetingen: 61 mm x 61 mm
  - resolutie: 160 x 160 beeldpunten
  - 4 grijstinten lcd-scherm
- Geluid:
  - 4 geluidskanalen en 1 noise-kanaal
  - additioneel DMA-stereo uitvoerkanaal
  - ingebouwde luidspreker
  - stereo hoofdtelefoonaansluiting
- Stroomverbruik: 4 AA-batterijen of 6V AC/DC-adapter
- Communicatiepoort: 2 Player Link met een DE-9-connector
- Cartridgepoort
- Bedieningspaneel voor 1 speler
- Tv-adapter (optioneel)

## Emulatie
Net als vele andere spelcomputers leeft de Watara Supervision verder dankzij emulatie. Cowering's Good Tools bevat een hulpprogramma GoodSV dat 47 SuperVisionspellen versie 2.01 catalogiseert en emuleert.